# Moringua microchir
Moringua microchir är en fiskart som beskrevs av Bleeker, 1853. Moringua microchir ingår i släktet Moringua och familjen Moringuidae. Inga underarter finns listade i Catalogue of Life.